# FC-Moto
 Info:Die Umsatzangabe aus der AZ ist eine Eigenangabe. Bereits als FC-Moto (Unternehmen) schnellgelöscht. --NDG (Diskussion) 15:14, 14. Aug. 2025 (CEST)
Die FC-Moto GmbH & Co. KG ist ein deutsches Handelsunternehmen, das vorrangig Motorradbekleidung und Zubehör vertreibt. Neben einem Ladenlokal in Würselen (Nordrhein-Westfalen) betreibt das Unternehmen einen Online-Shop, der in 18 Sprachen verfügbar ist und zudem weltweiten Versand anbietet. Ergänzend zum Einzelhandel vertreibt FC-Moto seine Produkte auch im Rahmen des Großhandels an Fachhändler im In- und Ausland.
Sitz und Hauptverwaltung des Unternehmens sind im deutsch-niederländischen Avantis-Gewerbepark in Aachen angesiedelt. Dort erstreckt sich der Firmensitz über ein 36.000 m² großes Grundstück. Während 1.700 m² als Verwaltungsfläche genutzt werden, dienen 20.000 m² der Logistik.

## Geschichte
Gegründet wurde FC-Moto im Jahr 1996 in Aachen vom Kaufmann Farshid Chalatbari, dessen Initialen sich auch im Namen des Unternehmens wiederfinden. Bis 1999 konzentrierte sich das Unternehmen auf den stationären Handel am Gründungsort – ein Ladenlokal mit ca. 50 m² Fläche in der Jülicher Straße in Aachen. Danach erfolgte der Vertrieb auch über den eigenen Online-Shop. 
Nach einer ersten Vergrößerung des Ladenlokals auf ca. 120 m² im Jahr 1999 mietete das Unternehmen im Jahr 2001 weitere Logistikflächen und zudem zwei Außenlager zur weiteren Expansion an. 2012 erfolgte der Umzug aller Bereiche nach Würselen. Am Standort Aachener Straße/Ecke Lehnstraße befindet sich bis heute auf ca. 2500 m² das einzige Ladenlokal. 
Im Jahr 2017 nahm das Unternehmen ein neues Lager mit ca. 4000 m² Lagerfläche im Gewerbegebiet Rotter Bruch in Aachen in Betrieb. Im Folgejahr erfolgte der Umzug der Verwaltung am selben Standort sowie die Inbetriebnahme eines weiteren Palettenlagers vor Ort. 
Seit 2023 befinden sich Logistik und Verwaltung im deutsch-niederländischen Avantis-Gewerbepark in der Avantisallee 90 in Aachen. FC-Moto gilt heute als einer der weltweit führenden Online-Händler für Motorradbekleidung und Zubehör.

## Produkte und Eigenmarken
Zum Sortiment von FC-Moto gehören, Stand 2025, mehr als 150.000 Artikel. Vertrieben werden beispielsweise Schutzkleidung (z. B. Helme, Protektoren, Handschuhe, Stiefel, Jacken, Hosen und Motorradkombis) sowie Motorrad-Equipment (z. B. Visiere, Brillen und Pflegemittel) für Herren, Damen und Kinder. Darüber hinaus gehören zum Sortiment des Unternehmens Ersatzteile, Schutzkleidung für Fahrrad- und Wintersportarten sowie Freizeitbekleidung.
In den Bereichen Motorradbekleidung, -Zubehör und Ersatzteile umfasst die Produktpalette über 350 Marken. Darunter befinden sich auch einige Eigen- bzw. Handelsmarken. Hierzu zählen neben der Hausmarke FC-Moto die Marken BOGOTTO (Gründung im Jahr 2006), Berik (in den 1990er Jahren gegründet) und Arlen Ness (Marke, die den Namen des Motorrad-Designers Arlen Darryl Ness trägt). Das Black-Cafe’ London vertreibt Motorradbekleidung für Cafe Racer.